# Schoenoplectus lacustris
El junco de laguna o junco lacustre (Schoenoplectus lacustris) es una planta de la familia de las ciperáceas.

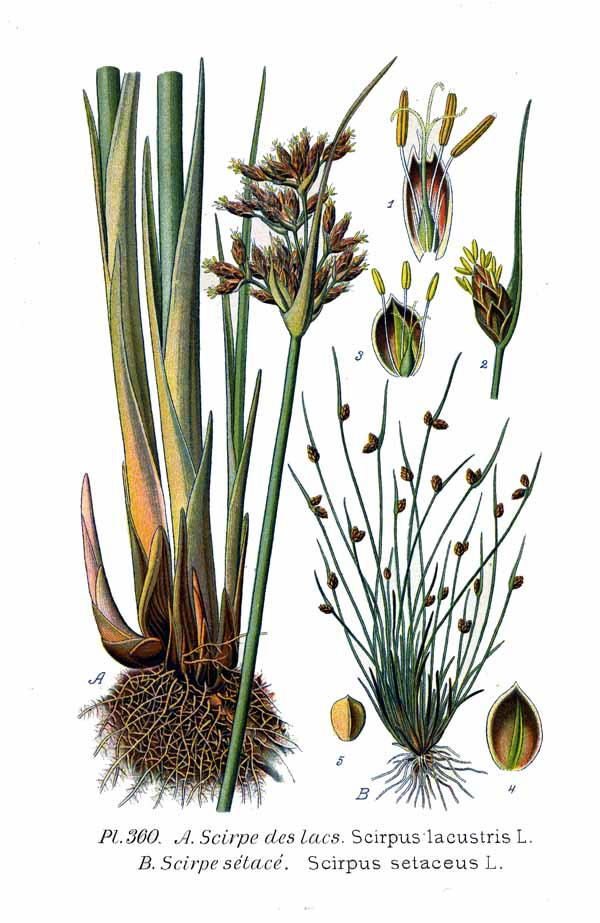
Ilustración

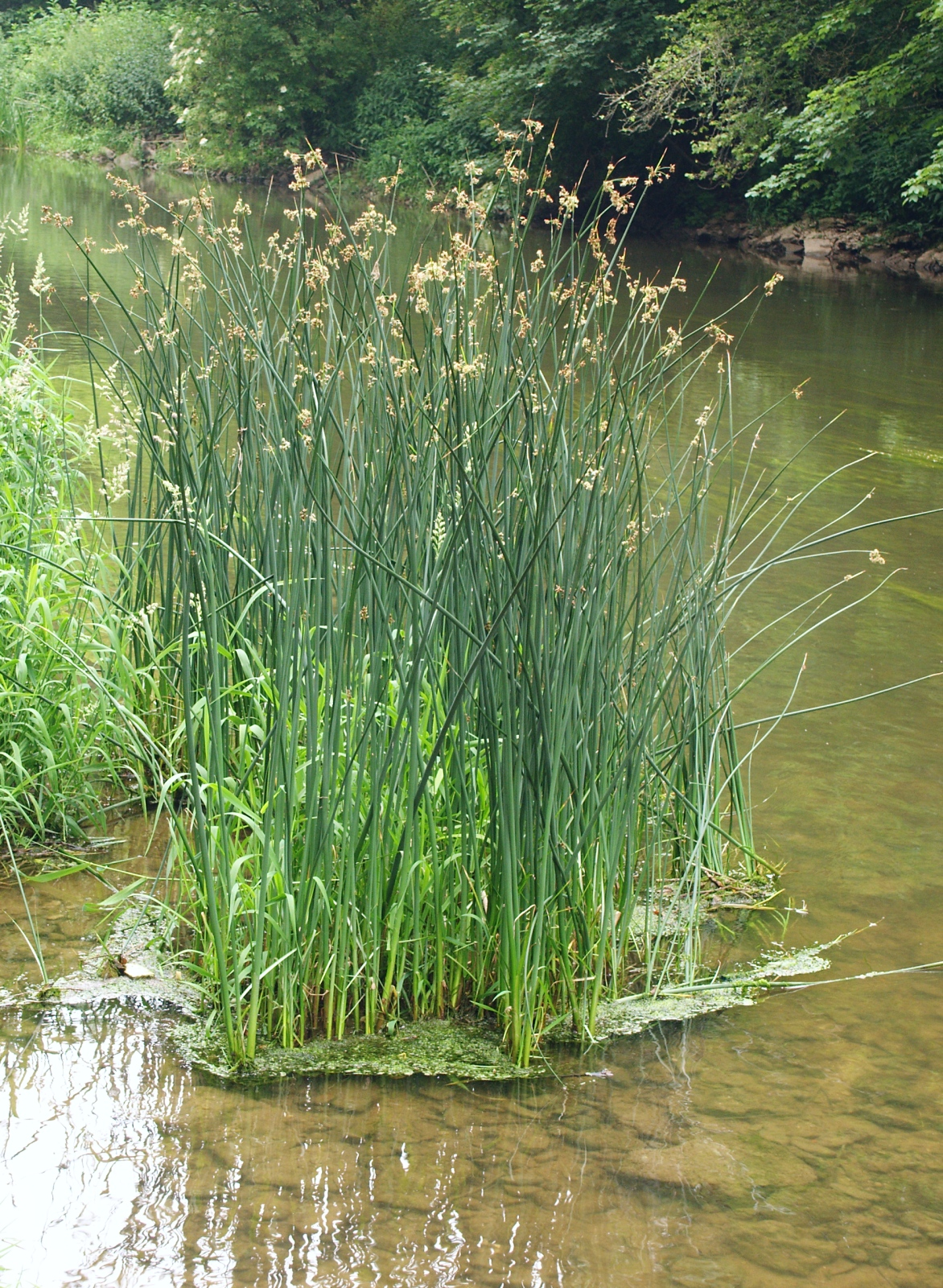
En su hábitat

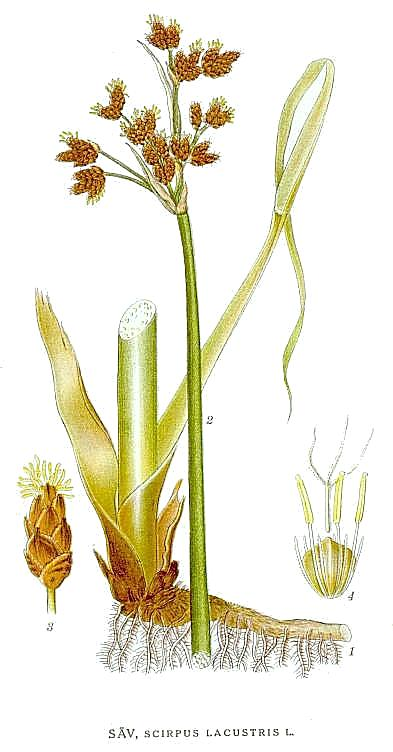
Ilustración

## Descripción
Planta perenne que puede superar los 2 m de altura, derecha y con un fuerte rizoma que va produciendo tallos hasta invadir completamente las lagunas y charcas no muy profundas. En el extremo de los tallos hay una umbela de sección plano convexa con radios primarios de desigual longitud, los más largos inclinados o pendulantes, suelen estar enrollados de 2 en 2 por una bráctea pajiza a modo de venda. En la misma base de la umbela hay una espata dura, semiabrazadora y alesnada, que puede sobrepasar o no la longitud de la umbela, pajiza también. Al final de cada radio primario hay una umbela secundaria de la misma estructura, con 1-8 espigas de 1 cm de longitud. La espiga formada por varias espiguillas abultadas, de color pardo rojizo, glumas ovales, partidas en el ápice, el nervio central prolongado en una arista o espina oscura y áspera. Dentro un fruto duro y plano convexo, con 3 realces o caballones,  de color pardo verdoso, rodeado por 6 hojuelas estrechas llamadas setas. Tallo liso, levemente rayado, redondo, sin hojas, de hasta 2 cm de diámetro en la base. Hojas todas basales y muy cortas respecto al tallo, bien formadas fuera del agua.

## Distribución y hábitat
Europa, Asia y África. Zonas encharcadas y lagunas de poca profundidad.

## Taxonomía
La especie fue descrita inicialmente como Scirpus lacustris por Carlos Linneo y publicado en Species Plantarum 1: 48–49, en 1753, actualmente es tanto un sinónimo como el basónimo de esta. Finalmente, sería transferida al género Schoenoplectus por Eduard Palla en Verhandlungen der Kaiserlich-Königlichen Zoologisch-Botanischen Gesellschaft in Wien 38: 49, en 1888.

#### Citología
Número de cromosomas de Schoenoplectus lacustris (Fam. Cyperaceae) y táxones infraespecíficos:2n=42.

#### Sinonimia
- Cyperus americanus Garsault
- Cyperus lacustris (L.) Missbach & E.H.L.Krause
- Eleogiton duvalii Fourr.
- Eleogiton lacustris (L.) Fourr.
- Heleogiton glaucum Rchb.
- Heleophylax lacustris (L.) Schinz & Thell.
- Hymenochaeta lacustris (L.) Nakai
- Hymenochaeta makinoi Nakai
- Schoenus lacustris (L.) Bernh.
- Scirpus altissimus Gilib.
- Scirpus andrzejowscii Besser ex Schult.
- Scirpus barbatulus Kunth
- Scirpus barbulatus Kunth
- Scirpus brayi Hoppe ex Roem. & Schult.
- Scirpus ciliatus Steud.
- Scirpus custoris Hegetschw
- Scirpus drepanensis Lojac.
- Scirpus holoschoenus Oeder
- Scirpus janii Besser ex Schult.
- Scirpus jardinei Steud. & Jard.
- Scirpus lacustris L. (basónimo)
- Scirpus lithuanicus Besser ex Schult.
- Scirpus macrophyllus Besser ex Schult.
- Scirpus medius Gray
- Scirpus meyenii Nees
- Scirpus orgyalis Raf.
- Scirpus pungens Willd. ex Kunth
- Scirpus trigonus Nolte
- Scirpus turgidus Thuill.
- Scirpus wolfgangii Besser ex Schult.[6]

## Nombres comunes
- Castellano: bayunco, bon, buño, carrizo, cirpio lacustre, cirpo lacustre, escirpo, juncia, juncia angosta, junco, junco de agua, junco de enea, junco de laguna, junco de río, junco grande, junco hueco, junco marino, junco mayor.[4]